# سابين حزبون
سابين حزبون هيَ سَباحة فلسطينية، وُلدت في 11 يونيو 1994 في مدينة بيت لحم، والدتها هيَ مُنى حزبون ووالدها هوَ عيسى حزبون.
اشتركت سابين بأول بطولة على مستوى العالم كان في عام 2008 في مانشستر، وكان عُمرها آنذاك 13 عام. نافست سابين في بطولة السباحة الحُرة لمسافة 50 متر للنساء في الألعاب الأولمبية الصيفية 2012 في لندن، حيثُ انتهت في أفضل وقت شَخصي 28.28 ثانية، كما نافست في خَمس بطولات عالمية للسباحة، ودورتين للألعاب الآسيوية ودورة الألعاب الأولمبية للشباب، وَبطولات عربية ودولية أُخرى. يُذكر أنَّ سابين حصلت على منحة اللجنة الأولمبية الفلسطينية واتحاد السباحة عن طريق التضامن الأولمبي بهدف أن تتدرب على السباحة والدراسة في برشلونة.
تَصف بعض وسائل الإعلام سابين بِلقب سمكة فلسطين الأولمبية.

## روابط خارجية
- سابين حزبون على موقع الاتحاد الدولي للسباحة (الإنجليزية)
- سابين حزبون على موقع اللجنة الأولمبية الدولية (الإنجليزية)
- سابين حزبون على موقع أوليمبيديا (الإنجليزية)